# Valle Grande megye
Valle Grande (spanyol nevének jelentése: nagy völgy) egy megye Argentínában, Jujuy tartományban. A megye székhelye Valle Grande.

## Települések
Önkormányzatok és települések (Municipios)
- Caspalá
- Pampichuela
- San Francisco
- Santa Ana
- Valle Grande